# Seznam dílů seriálu Wynonna Earp
Toto je seznam dílů seriálu Wynonna Earp. Americko-kanadský dramatický televizní seriál Wynonna Earp natočený na motivy stejnojmenné knižní série měl premiéru 1. dubna 2016 na americké stanici Syfy a o tři dny později na kandaské CHCH-DT. 
Dne 21. července 2018 bylo oznámeno, že stanice Syfy a Space objednaly čtvrtou řadu.

## Přehled řad
| Řada | Díly | Premiéra v USA    | Premiéra v USA  |
| Řada | Díly | První díl         | Poslední díl    |
| ---- | ---- | ----------------- | --------------- |
| 1    | 13   | 1. dubna 2016     | 24. června 2016 |
| 2    | 12   | 9. června 2017    | 25. srpna 2017  |
| 3    | 12   | 16. července 2018 | 28. září 2018   |
| 4    | 13   | 26. července 2020 | 9. dubna 2021   |

## Seznam dílů

### První řada (2016)
| Č. v seriálu | Č. v řadě | Původní název               | Režie           | Scénář                           | Premiéra v USA  |
| ------------ | --------- | --------------------------- | --------------- | -------------------------------- | --------------- |
| 1            | 1         | Purgatory                   | Paolo Barzman   | Emily Andras                     | 1. dubna 2016   |
| 2            | 2         | Keep the Home Fires Burning | Ron Murphy      | Emily Andras                     | 8. dubna 2016   |
| 3            | 3         | Leavin' on Your Mind        | Ron Murphy      | Brendon Yorke                    | 15. dubna 2016  |
| 4            | 4         | The Blade                   | Paolo Barzman   | James Hurst                      | 22. dubna 2016  |
| 5            | 5         | Diggin' Up Bones            | Paolo Barzman   | Shelley Scarrow                  | 29. dubna 2016  |
| 6            | 6         | Constant Cravings           | Brett Sullivan  | Alexandra Zarowny                | 6. května 2016  |
| 7            | 7         | Walking After Midnight      | Brett Sullivan  | Emily Andras a Caitlin D. Fryers | 13. května 2016 |
| 8            | 8         | Two-Faced Jack              | Ron Murphy      | James Hurst                      | 20. května 2016 |
| 9            | 9         | Bury Me With My Guns On     | Ron Murphy      | Alexandra Zarowny                | 27. května 2016 |
| 10           | 10        | She Wouldn't Be Gone        | Peter Stebbings | Brendon Yorke                    | 3. června 2016  |
| 11           | 11        | Landslide                   | Peter Stebbings | James Hurst a Amona Barckert     | 10. června 2016 |
| 12           | 12        | House of Memories           | Paolo Barzman   | Alexandra Zarowny                | 17. června 2016 |
| 13           | 13        | I Walk the Line             | Paolo Barzman   | Emily Andras                     | 24. června 2016 |

### Druhá řada (2017)
| Č. v seriálu | Č. v řadě | Původní název                 | Režie          | Scénář            | Premiéra v USA    |
| ------------ | --------- | ----------------------------- | -------------- | ----------------- | ----------------- |
| 14           | 1         | Steel Bars and Stone Walls    | Brett Sullivan | Emily Andras      | 9. června 2017    |
| 15           | 2         | Shed Your Skin                | Brett Sullivan | Alexandra Zarowny | 16. června 2017   |
| 16           | 3         | Gonna Getcha Good             | Ron Murphy     | Brendon Yorke     | 23. června 2017   |
| 17           | 4         | She Ain't Right               | Ron Murphy     | Ramona Barckert   | 30. června 2017   |
| 18           | 5         | Let's Pretend We're Strangers | April Mullen   | John Callaghan    | 7. července 2017  |
| 19           | 6         | Whiskey Lullaby               | April Mullen   | Caitlin D. Fryers | 14. července 2017 |
| 20           | 7         | Everybody Knows               | Paolo Barzman  | Brendon Yorke     | 21. července 2017 |
| 21           | 8         | No Future in the Past         | Paolo Barzman  | Emily Andras      | 28. července 2017 |
| 22           | 9         | Forever Mine Nevermind        | Ron Murphy     | Alexandra Zarowny | 4. srpna 2017     |
| 23           | 10        | I See a Darkness              | Ron Murphy     | John Callaghan    | 11. srpna 2017    |
| 24           | 11        | Gone as a Girl Can Get        | Paolo Barzman  | Alexandra Zarowny | 18. srpna 2017    |
| 25           | 12        | I Hope You Dance              | Paolo Barzman  | Emily Andras      | 25. srpna 2017    |

### Třetí řada (2018)
| Č. v seriálu | Č. v řadě | Původní název                  | Režie         | Scénář                    | Premiéra v USA                                           |
| ------------ | --------- | ------------------------------ | ------------- | ------------------------- | -------------------------------------------------------- |
| 26           | 1         | Blood Red And Going Down       | Paolo Barzman | Emily Andras              | 16. července 2018 (USA) 20. července 2018 (USA a Kanada) |
| 27           | 2         | When You Call My Name          | Paolo Barzman | Caitlin D. Fryers         | 27. července 2018                                        |
| 28           | 3         | Colder Weather                 | Ron Murphy    | Emily Andras              | 3. dubna 2018                                            |
| 29           | 4         | No Cure For Crazy              | Ron Murphy    | Brendon Yorke             | 10. dubna 2018                                           |
| 30           | 5         | Jolene                         | Paolo Barzman | Shelley Scarrow           | 17. dubna 2018                                           |
| 31           | 6         | If We Make It Through December | Paolo Barzman | Emily Andras a Matt Doyle | 24. dubna 2018                                           |
| 32           | 7         | I Fall To Pieces               | Grant Harvey  | Noelle Carbone            | 31. dubna 2018                                           |
| 33           | 8         | Waiting Forever For You        | Grant Harvey  | Caitlin D. Fryers         | 7. září 2018                                             |
| 34           | 9         | Undo It                        | April Mullen  | Brendon Yorke             | 14. září 2018                                            |
| 35           | 10        | The Other Woman                | April Mullen  | Noelle Carbone            | 21. září 2018                                            |
| 36           | 11        | Daddy Lessons                  | Paolo Barzman | Shelley Scarrow           | 28. září 2018                                            |
| 37           | 12        | War Paint                      | Paolo Barzman | Emily Andras              | 28. září 2018                                            |

### Čtvrtá řada (2020–2021)
| Č. v seriálu | Č. v řadě | Původní název            | Režie            | Scénář            | Premiéra v USA    |
| ------------ | --------- | ------------------------ | ---------------- | ----------------- | ----------------- |
| 38           | 1         | On the Road Again        | Paolo Barzman    | Brendon Yorke     | 26. července 2020 |
| 39           | 2         | Friends in Low Places    | Paolo Barzman    | Emily Andras      | 2. srpna 2020     |
| 40           | 3         | Look at Them Beans       | Melanie Scrofano | Shelley Scarrow   | 9. srpna 2020     |
| 41           | 4         | Afraid                   | Ron Murphy       | Matt Doyle        | 16. srpna 2020    |
| 42           | 5         | Holy War Part 1          | Ron Murphy       | Noelle Carbone    | 23. srpna 2020    |
| 43           | 6         | Holy War Part 2          | Ron Murphy       | Brendon Yorke     | 30. srpna 2020    |
| 44           | 7         | Love's All Over          | Paolo Barzman    | Shelley Scarrow   | 5. března 2021    |
| 45           | 8         | Hell Raisin' Good Time   | Paolo Barzman    | Caitlin D. Fryers | 12. března 2021   |
| 46           | 9         | Crazy                    | Jem Garrard      | Matt Doyle        | 19. března 2021   |
| 47           | 10        | Life Turned Her That Way | Jem Garrard      | Noelle Carbone    | 26. března 2021   |
| 48           | 11        | Better Dig Two           | Paolo Barzman    | Emily Andras      | 2. dubna 2021     |
| 49           | 12        | Old Souls                | Paolo Barzman    | Emily Andras      | 9. dubna 2021     |